# Livoni
I livoni o livi (in livone līvlizt) sono un popolo finnico originario della Lettonia settentrionale e dell'Estonia sud-occidentale. La lingua storicamente parlata da questa popolazione era il livone, una lingua uralica strettamente imparentata con l'estone e il finlandese. L'ultima persona che ha imparato e parlato il livone come madrelingua, Kristiņa Grizelda, è morta nel 2013, rendendola di fatto una lingua estinta. A partire dal 2010, si attestano circa 30 persone che hanno imparato il livone come seconda lingua.
Fattori storici, sociali ed economici, uniti ad una popolazione etnicamente (e tradizionalmente) dispersa, hanno portato al declino della comunità locale, con un solo piccolo gruppo sopravvissuto nel XXI secolo nella fetta più occidentale del golfo di Riga. Nel 2011, si attestano 250 persone che asserivano di essere di etnia livone in Lettonia.
I livoni non vanno confusi con i livoniani (con cui vengono talvolta impropriamente identificati), termine con cui si identificavano i cavalieri di Livonia, un ordine religioso cavalleresco composto da tedeschi stanziatosi nella regione nel corso del Medioevo e parte dell'Età moderna.

## Storia

### Epoca antica
Sarebbe arduo tentare di individuare un periodo preciso in cui avvenne la migrazione dei livoni nella regione. Le due principali ipotesi formulate in merito affermano che o abitarono i Paesi Baltici già 5.000 anni fa oppure che le tribù finniche si spostarono nelle regioni costiere della Lettonia e dell'Estonia per via delle migrazioni compiute dagli slavi verso ovest nel VI-VII secolo d.C. Si tende a suddividere tale civiltà in due macro-gruppi: i Raandali, il "popolo della fascia costiera" (che anticamente viveva perlopiù con attività legate alla pesca, all'agricoltura e l'allevamento), localizzati nella parte ovest del Golfo di Riga e i Kalamied, i "pescatori" sulla parte est del golfo che giunge verso l'odierno confine tra i due Paesi baltici. Tale suddivisione tradizionale è applicata ancora oggi.

### Medioevo

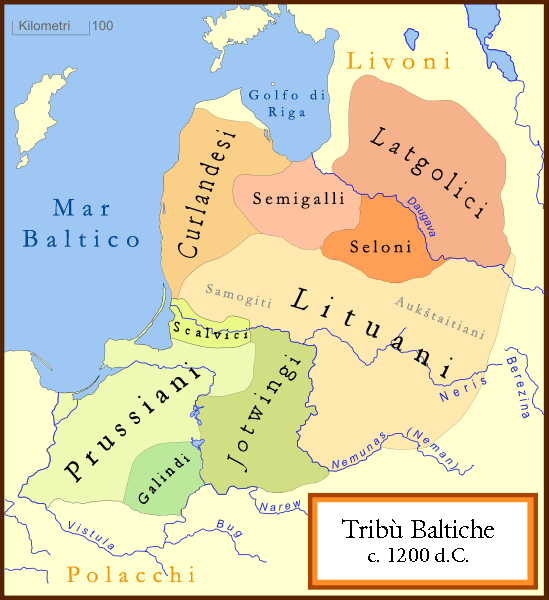
Le tribù baltiche nel 1200: i livoni popolavano le terre a nord dei Balti, oltre il fiume Daugava e attorno Capo Kolka, in Curlandia

Il gruppo sopraccitato di livoni che viveva sulla costa settentrionale della Curlandia prese il nome di Curi: la denominazione finì per ricomprendere due gruppi spuri, poiché anche i balti vivevano nella medesima area geografica, ma più all'interno. Controllando un importante corso d'acqua locale, il fiume Daugava (in livone Väina), la cultura livone si sviluppò più rapidamente rispetto alle più chiuse comunità costituite dalle popolazioni che popolavano la Lituania prima del X secolo. per via dei commerci attraverso il commercio con l'isola di Gotland, i russi e i finlandesi e, dalla fine del primo millennio d.C. in poi, con tedeschi, svedesi (continentali) e danesi.
Dal X secolo in poi giunsero nelle regioni missionari dell'Europa occidentale che intendevano convertire i baltici pagani in cristiani. Uno dei primi a spingersi in quella che era tra le regioni più inesplorate del continente europeo fu l'arcivescovo danese Absalon, che presumibilmente costruì una chiesa nel villaggio livone noto come Kolka, presso il capo omonimo. Nel XII secolo, i tedeschi si insediarono in Livonia e stabilirono un punto di appoggio a Uexküll, oggi Ikšķile. L'arcivescovo Hartvig II convertì alcuni livoni nelle terre circostanti, tra cui il capo locale Caupo di Turaida, in seguito alleato dei teutonici.
Dopo la morte di Meinardo di Riga nel 1196, Bertoldo di Hannover prese il suo posto. Questi adottò una politica meno clemente del suo predecessore, tentando di convertire le popolazioni locali con la forza e lanciando due incursioni al fine di avviare questa operazione. La prima ebbe luogo nel 1196, ma le truppe furono costrette a ritirarsi in Germania dopo un'imboscata tesa vicino a Salaspils. Un nuovo tentativo fu operato nel 1198, ma questa volta il vescovo cadde per mano della spada di un soldato livone chiamato Ymaut. Bertoldo fu succeduto da Albert von Buxhövden, che mise in atto una politica di diffusione della religione in maniera propagandistica, spingendo contemporaneamente più tedeschi a colonizzare la regione e per aiutarlo, ove occorresse, a convertire i locali con le cattive. Nel 1201, diede il via alla costruzione della città di Riga, situata sul Mar Baltico e in una posizione logisticamente favorevole: il centro abitato si espanderà rapidamente nei decenni successivi e sarà utilizzato come testa di ponte per proseguire sia nell'opera di conversione che in quella di soggiogamento. Quando infatti divenne palese che le comunità baltiche non avevano intenzione di abbracciare una nuova fede, Alberto procedette alla formazione di un ordine cavalleresco, i Cavalieri Portaspada: principalmente di origine tedesca, fu ad essi assegnata la missione di attaccare i pagani che rifiutavano di convertirsi. Ricevuta l'approvazione a compiere questa campagna militare da Papa Celestino III nel 1195, fu così che iniziò una lunga serie di battaglie note col nome di crociata livoniana, nel corso delle quali gli schieramenti contrapposti erano formati dai crociati (a cui fornivano appoggio anche la corona svedese e danese) e gruppi di popolazioni baltiche più o meno in collaborazione tra loro. Nel corso del conflitto, alcuni dei nativi fatti prigionieri o dominati furono costretti a unirsi alla fanteria dei portaspada contro gli estoni e le varie tribù lettoni. Prima delle conquiste tedesche, il territorio abitato dai livoni era diviso in terre di Daugava, Satezele, Turaida, Idumeja e Metsepole.
Durante la crociata, quella che una volta era una prospera regione fu devastata e intere aree divennero quasi completamente disabitate. A sostituire le tribù allontanatesi furono i Curi, i Semgalli, i Letgalli e i Selonici, che iniziarono a trasferirsi intorno al 1220 e continuarono a farlo per almeno trenta anni, soprattutto presso il Daugava. Si venne a costituire una sorta di terra di mezzo che separò (e separa ancora) i livoni situati in Lettonia e Lituania fino alla penisola di Curonia e quelli che vivevano a nord, sulle coste dell'Estonia meridionale.
A causa della notevole resistenza posta in essere dalle tribù lettoni, i Cavalieri della Spada dovettero chiedere supporto all'Ordine Teutonico, fino ad allora attivo principalmente nell'odierna Polonia (in Masovia) e Lituania (in Samogizia e Aukštaitija). Dopo essere stati riorganizzati e divenuti branca dell'Ordine Teutonico quando, a seguito di una grave sconfitta, nel 1237 i portaspada furono soppressi e sostituiti dal neonato Ordine livoniano, i crociati riuscirono a sopraffare i curi nel 1267: seguirono i semgalli nel 1290, data in cui tradizionalmente si ritiene terminarono le operazioni militari iniziate più di un secolo prima su approvazione di Celestino III. Da allora la Livonia rimase sotto il controllo tedesco fino al XVI secolo come parte della Confederazione omonima e fu gestita dai livoniani (ovvero i cavalieri membri dell'Ordine). La città di Riga mantenne una sorta di status amministrativo speciale, rimanendo contesa per secoli tra il clero, il quale esercitava la propria giurisdizione su vari possedimenti che gestiva in Estonia e Lettonia, e i cavalieri.

### Dominazione straniera (1558-1775)
A metà del XVI secolo, l'Ordine livoniano viveva un profondo stato di crisi. Pur essendo divenuto formalmente e sostanzialmente indipendentemente dall'Ordine teutonico, erano a stento cessate le polemiche con il clero e si stava profilando una difficile situazione geo-politica in virtù delle conquiste militari messe in atto dal Granducato di Mosca verso occidente. In un contesto già così nebuloso, si inserì la questione religiosa, in virtù della diffusione del luteranesimo in Lettonia ed Estonia. Resosi conto delle debolezze che affliggevano i cavalieri di Livonia, lo zar Ivan IV invase diverse regioni lettoni nel 1558, tentando di raggiungere il Mar Baltico. Quella che sembrava una sconfitta certa, fu smentita dall'ingresso in battaglia della Svezia e della Confederazione polacco-lituana in favore dell'Ordine livoniano: a tale evento seguì quasi un quarto di secolo di guerra (1558-1582). Al termine dello scontro, i russi risultarono battuti.
Nel frattempo, già poco dopo lo scoppio della guerra, la Confederazione di Livonia e l'Ordine erano stati sciolti per decisione dell'ultimo Landmeister, Gottardo Kettler. La Livonia e la Lettonia sud-orientale divennero parte della Confederazione polacco-lituana, mentre la Curonia divenne un ducato indipendente, amministrato da Kettler e dai suoi eredi, convertitisi al luteranesimo e fautori del ducato di Curlandia e Semigallia.
A un decennio di pace dal 1582, una nuova serie di lotte coinvolse la Confederazione polacco-lituana e la Svezia, che rivendicava l'Estonia in virtù della vittoria riportata nella prima guerra del nord. La Livonia, la cui invasione terminò intorno al 1595, ne uscì martoriata. Alla fine, gli svedesi sopraffecero gli avversari. Nel 1629, entravano vittoriosi nella città di Riga. Sotto i re svedesi del XVII secolo Gustavo II Adolfo e Carlo XI, fu introdotta l'istruzione elementare obbligatoria per tutti, la Bibbia fu tradotta in estone e lettone e fu fondata un'università a Tartu, nell'Estonia meridionale (la più antica del Paese).
Malgrado la Svezia fosse stata in grado di rompere le difese polacche e danesi, maggiori problemi nacquero con i russi. In un nuovo grande conflitto che coinvolse la regione storicamente noto come seconda guerra del nord (1700–1721), lo zar Pietro il Grande stroncò il desiderio svedese di divenire la superpotenza della regione baltica. Nel Trattato di Nystad del 1721, l'Estonia e la Livonia, nuovamente devastate dopo più di venti anni di guerra, furono cedute alla Russia. La Curlandia continuò ad essere governata dai suoi duchi per altri tre quarti di secolo. Il Ducato cessò formalmente di esistere nel 1795, quando questo territorio entrò anch'esso a far parte dell'Impero russo dopo la terza spartizione della Polonia.

### Assimilazione e isolamento (1795–1914)

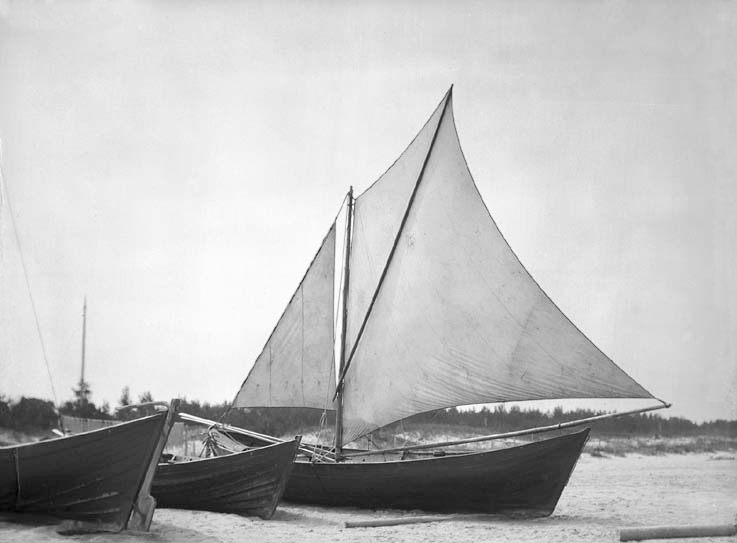
Lōja, peschereccio tipico della Livonia

Pure per via delle guerre nella regione la conseguente mescolanza di popolazioni esterne, i Livoni finirono per essere quasi completamente assorbiti dai Lettoni. Uno degli ultimi baluardi a salvaguardia di tradizioni e cultura di origine secolare era costituito da diverse famiglie che risiedevano lungo il fiume Salaca (in livone Salatsi). Alla metà del XIX secolo, la lingua e la cultura livone risultavano scomparse dalla regione conosciuta fino ad oggi come Livonia: secondo gli storici baltici Rudzīte e Karma, invece, c'erano ancora alcune persone che all'inizio del XX secolo potevano essere considerati discendenti e custodi delle tradizioni livoni. Nel dialetto lettone parlato in Livonia, è sopravvissuto un gran numero di prestiti linguistici, riscontrabili soprattutto nella toponomastica e nella geografia locale (su cui i linguisti si sono basati per ricostruirne la fonetica, come accaduto per il dialetto parlato dai curi).
Anche in Curlandia si ridusse il numero dei locutori e degli individui affiliati alla cultura della Livonia, sebbene la parte più occidentale del golfo di Riga mantenne un certo isolamento dal resto della regione. Esistono poi altri fattori i quali hanno fatto sì che la costa livoniana, conosciuta come Līvõd rānda (oggi area naturale protetta), preservasse una certa integrità per più a lungo. Innanzitutto, le comunità che vivevano in quella zona si sostentavano essenzialmente con la pesca fluviale o in mare che fosse, mentre i lettoni, all'interno, erano ancorati ad una tradizione agricola. Tale diversità culturale contribuì a creare una barriera tra i due gruppi etnici, assistita dalla geografia: la porzione di territorio che separava la costa dalle montagne era costituita da fitte foreste e paludi impraticabili. I livoni avevano legami molto più stretti con gli osiliani, gli abitanti dell'isola estone di Saaremaa, che parlavano un dialetto simile. La rete commerciale che si istituì di fatto tra le due realtà per diverso tempo fu interrotta solo nel XX secolo.
Stime affidabili sostengono che fra il 1840 e il 1900 diversi Livi si convertirono all'ortodossia russa, unendosi all'impressionante schiera composta da circa 100.000 lettoni ed estoni - prevalentemente contadini - che scelsero di abbandonare il luteranesimo (situazione che poteva solo suscitare simpatie da parte di Mosca, intenta a russificare i territori baltici). A riprova di ciò, basti pensare alla costruzione di una nuova grande chiesa ortodossa a Kolka, di concerto con una scuola di grammatica nelle vicinanze e un'Accademia della Marina a Mazirbe. Molti laureati negli anni successivi diventarono capitani di marina servendo prima l'Impero russo e poi la Lettonia indipendente.

### Prima guerra mondiale
Nel 1914, la Russia decise di partecipare alla prima guerra mondiale, attaccando i tedeschi e gli austriaci da est. Fu presto respinta dalle truppe teutoniche, le quali riportarono vittorie decisive e si spinsero molto ad est, riuscendo ad occupare quasi l'intera regione baltica. La costa della Livonia fu sottratta ai russi nell'agosto 1915. Quando sembrava ormai certo che i tedeschi potessero assumere il controllo della Lettonia, molti livoni fuggirono dalle proprie abitazioni, nel più dei casi intenzionati a non farvi ritorno. Le destinazioni principali furono l'Estonia, le zone più interne della Lettonia e, oltreoceano, gli USA. Coloro che rimasero furono coattivamente allontanati dai tedeschi (in Curlandia 3/5 della popolazione totale) e dovettero poi aspettare fino al 1919 per poter tornare.
La sconfitta russa e la successiva abdicazione dello zar Nicola II aprirono le porte a Vladimir Lenin e ai comunisti russi, cui seguì la fondazione della RSFSR nel 1917. Il trattato di Brest-Litovsk dell'anno successivo pose fine alle ostilità tra Germania e Russia sovietica, lasciando saldamente la regione baltica in mani tedesche, che nel frattempo aveva amministrativamente raggruppato nell'Ober Ost. Tuttavia, dopo la capitolazione tedesca alla fine del 1918, i popoli baltici riuscirono ad ottenere la tanto agognata indipendenza con la nascita delle repubbliche indipendenti di Estonia, Lettonia e Lituania.

### La rinascita livone nel periodo interbellico
La costa della Livonia entrò a far parte della Lettonia. La lingua e la cultura locale conobbero un periodo felice tra le due guerre mondiali (a partire dal mandato del presidente Jānis Čakste fino al termine dell'ultimo capo di Stato interbellico, Kārlis Ulmanis).
L'espressione più chiara di questo risveglio fu l'istituzione il 2 aprile 1923 della Società Livone, che si considerava il rappresentante del mondo livone. Fu fondato un coro che cantava in lingua livone e si tennero festival di canzoni livone accompagnati da manifestazioni folkloristiche lungo tutta la costa della Livonia. Inoltre, fu proclamata una bandiera che rappresentasse tale etnia, dai colori verde (per le foreste), bianco (per le spiagge) e blu (per il mare) e con una divisione simile alla bandiera lettone (tre barre orizzontali, di cui quella centrale era la più sottile). Sebbene il governo di Riga proibì la formazione di una parrocchia etnica livone nella chiesa luterana della Lettonia nel 1923, approvò l'insegnamento della lingua livone come materia facoltativa nelle scuole elementari negli insediamenti della costa nello stesso anno. Gli anni Trenta videro la pubblicazione del primo libro di lettura in livone, raccolte di poesie di numerosi scrittori livi e una rivista mensile chiamata "Līvli" ("Il livone"). Furono presi contatti con popoli culturalmente legati, in primis estoni e finlandesi - in seguito ad una politica promossa da Helsinki volta ad incentivare relazioni tra i popoli finnici e quelli baltici affini - e nel 1939, il Centro Comunitario Livone di Mazirbe (Irē) fu fondato con sussidi da i governi estone e finlandese.
Nello stesso periodo, la realizzazione o il rafforzamento delle tratte ferroviarie permise migliori collegamenti con il resto del Paese.
Questo risveglio culturale del periodo interbellico fornì per la prima volta alla Livonia una chiara consapevolezza della propria identità etnica. In precedenza, per molti secoli, si erano sempre autodefiniti come Raandali ("abitanti della costa") o Kalamied ("pescatori"). A partire dagli anni '20 e '30, tuttavia, invalse un nuovo termine in due varianti (a livello grammaticale, la prima forma è un aggettivo e la seconda è un sostantivo) con cui iniziarono a chiamarsi: līvõd o līvlist (Livoni).

### Seconda guerra mondiale
Nel 1940, come l'Estonia e la Lituania, anche la Lettonia fu occupata dall'Unione Sovietica. Questa occupazione e la successiva invasione nazista del 1941 pose fine a tutti i progressi compiuti dalla comunità livone nei vent'anni precedenti. Tutte le espressioni culturali prima permesse furono proibite e, esattamente come vent'anni prima, gli abitanti della costa furono evacuati. Molti trascorsero gli anni della guerra a Riga o nella Lettonia occidentale, mentre altri fuggirono sul Mar Baltico alla volta di Gotland o della Svezia continentale (si registrarono 38.000 sbarchi di cui 5.000 erano lettoni e il resto estoni). Quelli che restarono furono fatti prigionieri o costretti ad unirsi alle file teutoniche.
La penisola di Curlandia fu una delle aree in cui i tedeschi si asserragliarono più a lungo fino alla resa del 5 maggio 1945. La distruzione delle abitazioni nella regione era stata pressoché totale.
Tornati i sovietici nella regione, le deportazioni proseguirono, annullando ancor di più quel poco che si era salvato prima del 1945.

### Repressione sovietica
In epoca sovietica, i livoni furono duramente colpiti dalle misure repressive di Mosca. Per prima cosa, non fu permesso navigare oltre una certa distanza dalla costa per la pesca. Come gli estoni, i lettoni e i lituani, molti livoni furono deportati in Siberia tra il 1945 e il 1952: il picco fu raggiunto nel 1949, quando l'agricoltura fu collettivizzata negli Stati baltici.
Nel 1955 fu costruita una base militare sovietica sulla costa della Livonia. Per la realizzazione della stessa, alcuni abitanti furono costretti ad abbandonare gli insediamenti circostanti, dovendo spostarsi in località che fossero più lontane dal mare. Successivamente, ulteriori centri cittadini della costa occidentale dovettero essere quasi tutti sgombrati quando l'URSS trasformò la costa baltica, suo confine occidentale con il resto del continente, in una "zona di confine chiusa" dove non era permesso risiedere e, da quel momento, nemmeno più pescare. Si stima che alla fine di tutte le espropriazioni compiute il demanio ammontasse a 1.200 km² e che tra il 1944 e il 1994 più di 3.000 militari russi furono di stanza in Lettonia. Nel 1959 si contavano 3.000 livi, di cui 500 soli parlavano il livone come lingua di tutti i giorni.
Anche la cultura livone subì dei risentimenti. Ad esempio, la Società Livone fu bandita, mentre il Centro Comunitario fu espropriato e adoperato per scopi differenti. All'interno della RSS Lettone, i livoni non furono riconosciuti come gruppo etnico separato e minoranza locale.
Fu solo all'inizio del 1970 che, nonostante nel censimento in armonia con quanto statuito prima non si fosse riconosciuto lo status di minoranza, ai cantanti livoni fu concesso a far nascere un coro chiamato "Līvlist" presso la città di Ventspils. Negli anni '80, le politiche di glasnost e perestrojka messe in atto dal leader sovietico Michail Gorbačëv ridussero le barriere che si erano formate decenni prima con la cortina di ferro, dando il via ad un cambiamento. Nel 1986 fu fondata la Società Culturale Livone. In seguito fu ribattezzata semplicemente in Unione Livone (Līvõd Īt) e oggi è formata da quasi 250 membri.

## La Livonia oggi
Dopo il crollo dell'Unione Sovietica nel 1991, la Lettonia è tornata ad essere un paese indipendente. In questo nuova stato, i livoni sono stati finalmente riconosciuti come una minoranza etnica nativa, la cui lingua e cultura devono essere protette e tutelate. Tutti i diritti e le proprietà loro confiscati durante l'era sovietica vennero restituiti. Tra i beni immobili un tempo pubblici riottenuti, figura il vecchio Centro Comunitario Livone di Mazirbe (Irē), restituito e trasformato in un museo storico, chiamato anche Casa del Popolo Livone. Inoltre, la lingua è stata reintrodotta nelle scuole elementari di Riga, Staicele, Ventspils, Dundaga e Kolka. Il primo ente di ricerca dedicato agli studi sulla regione, l'Istituto Livone presso l'Università della Lettonia è stato istituito nel 2018.
Il 4 febbraio 1992, il governo lettone ha istituito un'area geografica con uno status speciale perché di interesse storico-culturale chiamata Līvõd rānda (costa della Livonia), che comprendeva tutti e dodici i villaggi della Livonia: Lūžņa (in livone Lūž), Miķeļtornis (Pizā), Lielirbe (Īra), Jaunciems (Ūžkilā), Sīkrags (Sīkrõg), Mazirbe (Irē), Košrags (Kuoštrõg), Pitrags (Pitrõg), Saunags (Sǟnag), Vaide (Vaid), Kolka (Kūolka) e Melnsils (Mustānum). Il governo lettone scoraggia l'insediamento di lettoni e altri non-livoni in quest'area e vieta le modifiche ai siti di rilevanza storica nei villaggi. Inoltre, è vietato a chiunque avviare hotel, ristoranti o altre attività commerciali che potrebbero influenzare negativamente la preservazione della cultura locale o attirare estranei in zona.
Oggi, molti lettoni sostengono di avere un lignaggio livone. Ad ogni modo, ci sono solo 176 persone in Lettonia che sono identificabili come veri discendenti. Secondo dati del 1995, la lingua livone era parlata da non più di 30 individui, di cui solo nove erano madrelingua. Un articolo pubblicato dalla Foundazione per le Lingue in Pericolo nel 2007 affermava che la quota si attestava a 182 persone, di cui solo sei madrelingua. "L'ultimo livone", che aveva imparato la lingua livone come parte di una catena ininterrotta di generazioni livone, era Viktor Berthold (nato nel 1921). Questi fu sepolto il 28 febbraio 2009 a Kolka in Curlandia.
Il livone Dāvis Stalts è stato eletto nel parlamento lettone, il Saeima, nel 2011. Nel 2018, dopo essere stato rieletto al Saeima, Janīna Kursīte-Pakule ha prestato giuramento in livone prima di pronunciare le stesse parole in lettone.

## Cultura

### Bandiera e inno
La bandiera in verde, bianco e blu è stata adottata per rappresentare l'identità livone. Ad essa di affianca anche un inno, il cui testo è stato scritto dal poeta curone Kōrli Stalte ed è intitolato Min izāmō. Il canto contempera l'unione coniugale dei livi con il mare sulla scia delle melodia composta da Fredrik Pacius, che è anche alla base degli inni nazionali finlandese ed estone.

### Letteratura
La lingua livone è più nota per la sua difficoltà e per la sua quasi scomparsa piuttosto che per la storia letteraria. Infatti, i primi testi scritti il livone risalgono solo al XVII secolo e si tratta di glossari. A questi seguì la traduzione di alcuni brevi passi biblici. Una prima opera più consistente risale all'anno 1789, un Padre nostro scritto in livone. Verso la seconda metà del XIX secolo, si annovera una traduzione del Vangelo di Matteo.
Testi più lunghi di letteratura epica, così come quelli in prosa, sono limitati a un piccolo insieme e si tratta di opere sporadiche. I testi lirici, sebbene presenti anch'essi in numero ristretto, rappresentano la maggior parte della letteratura locale e si ipotizza che ciò sia dovuto al forte legame tra la poesia e la musica. Tale genere di composizioni è rintracciabile fino alla metà del XX secolo.
Il periodo di maggiore produzione letteraria è stato tra le due guerre mondiali, quando quasi tutte le figure di maggiore spicco nella storia della Livonia si distinsero nell'universo lettone: il "re livone" Uļī Kīnkamäg (in livone Uldriķis Kāpbergs, un nazionalista noto per essersi rifiutato di accettare la sovranità della Lettonia sui livi e auto-dichiaratosi re di questi), il capo della Società Livone Didrõk Volganski (Didriķis Volganskis), l'artista Jāņ Belt (Jānis Belte) che scrisse sotto lo pseudonimo di Valkt, il pastore Edgar Vālgamā (Edgars Vālgamā) e altri, oltre a Lauri Kettunen e Oskar Loorits che studiarono la storia della popolazione. La figura letteraria più notevole di quel periodo fu Kōrli Stalte, anche autore, come detto, del testo dell'inno. La sua raccolta di poesie Līvõ lōlõd (canzoni livone) fu pubblicata a Tallinn nel 1924. Negli anni '30 preparò anche il manoscritto per un libro di lettura e un abbecedario, pubblicato solo nel 2011.
Negli anni '30 non può essere tralasciato il lavoro di Pētõr Damberg, il cui libro Jemakīel lugdõbrāntõz skūol ja kuod pierast (Libro di lettura della madrelingua per la scuola e la casa) può essere considerato una delle più apprezzabili pubblicazioni tra le due guerre. Pētõr Damberg ha lavorato su molti generi, ha scritto e tradotto poesie, ha raccolto e catalogato manifestazioni folkloristiche della Livonia, divenendo anche consulente linguistico di alcuni ricercatori baltici e partecipando pure alla compilazione di dizionari: tutta questa serie di attività fu finalizzata allo sviluppo e alla conoscenza al di fuori del Paese della lingua e della cultura livone.
Pētõr Damberg fu anche coinvolto nella preparazione di un'antologia nei primi anni '80, ma il progetto si arenò e fallì. Dopo ulteriori tentativi non andati a buon esito, nel 1998 a Riga lo scritto fu finalmente pubblicato e intitolata Ma akūb sīnda vizzõ, tūrska! (Sono più furbo di te, merluzzo!). Si tratta di una raccolta di opere di autori vari della Lettonia costiera dalla metà del XIX secolo ad oggi. L'antologia è stata pubblicata anche in Estonia nel 2011. Nuove altre raccolte di poesie sono state stampate da allora. Le principali sono Kui sūolõbõd līvlizt (emergenza in Livonia) e Trillium.
Attualmente ci sono tre autori che si distinguono principalmente nel panorama livone, due dei quali (Baiba Damberga e Valts Ernštreits) scrivono nel dialetto livone di Kurzeme e uno (Karlempi Karl) che scrive in livone salaco.